# Xuân Phương (nhạc sĩ)
Nguyễn Xuân Phương (25 tháng 12 năm 1973 – 29 tháng 11 năm 2023), là nhạc sĩ kiêm giảng viên âm nhạc người Việt Nam. Anh nổi tiếng với một số ca khúc cho giới trẻ cùng với những tác phẩm cho các bộ phim truyền hình và sân khấu. Xuân Phương đã sáng tác nhạc cho khoảng 70 bộ phim xuyên suốt sự nghiệp của mình, người ra anh tham gia viết nhạc cho các vở nhạc kịch và vũ kịch gồm "Đất nước đứng lên", "Hòn đất", "Ngọn lửa Hà thành" và "Mệnh trời tình đất".
Bên cạnh sự nghiệp âm nhạc, anh còn là sĩ quan của Quân đội nhân dân Việt Nam với quân hàm trung tá.

## Tiểu sử
Xuân Phương sinh ngày 25 tháng 12 năm 1973, quê ở Văn Giang, Hưng Yên. Anh là con trai của nhạc công accordion Xuân Tứ, và mẹ là nghệ sĩ múa Nguyễn Thị Bích. Xuân Phương có một chị gái cũng theo lĩnh vực âm nhạc. Với sức ảnh hưởng của bố, từ năm 8 tuổi Xuân Phương đã theo học piano tại Nhạc viện Hà Nội nơi bố anh làm Chủ nhiệm Khoa accordion và guitar. Sáng tác đầu tay của Xuân Phương là ca khúc "Chỉ tại mưa".

## Sự nghiệp

### Biểu diễn
Dù được nhiều chuyên gia gợi ý để Xuân Phương đi du học, nhưng bố mẹ anh không đồng ý, họ tin rằng nền âm nhạc trong nước đang phát triển vẫn có đủ cơ hội cho các tài trẻ. Năm 1991, nhạc sĩ Xuân Phương học chuyên ngành Sáng tác tại Học viện Âm nhạc Quốc gia Việt Nam và tốt nghiệp loại giỏi vào năm 1998. Năm 1992, anh cùng Trần Tuấn Hùng, Thế Hiển và những người bạn lập ban nhạc No Smoking, một năm sau thì ban nhạc tan rã. Năm 1993, Xuân Phương là một trong những người thành lập ban nhạc Chìa khóa vàng, cùng vơi Ngọc Châu, Bằng Kiều, Hoài Phương trở thành một trong những nhóm nhạc thành công nhất tại Hà Nội lúc bấy giờ. Với phong cách tươi trẻ, lại hợp tác cùng những giọng ca nổi tiếng lúc ấy như: Bằng Kiều, Mỹ Linh, Ngọc Anh, Tam ca 3A.

### Sáng tác
Xuân Phương và Đỗ Thanh Hải quen biết nhau qua một lớp ngoại ngữ, lúc này hai người còn là sinh viên. Đỗ Thanh Hải quả quyết sau này nếu làm đạo diễn, anh sẽ mời Xuân Phương viết nhạc.
Năm 1997, Xuân Phương sáng tác ca khúc "Mong ước kỷ niệm xưa" cho bộ phim truyền hình Xin hãy tin em của đạo diễn Đỗ Thanh Hải, với sự thể hiện của nhóm Tam Ca 3A, song song với sự thành công của bộ phim, "Mong ước kỷ niệm xưa" trở thành bài hát rất phổ biến trong giới trẻ, đặc biệt là nhiều thế hệ học sinh. Ca khúc này được xếp trong Top 5 ca khúc được yêu thích do độc giả báo Hoa học trò bình chọn. Năm 2022, “Mong ước kỷ niệm xưa” lại được mua độc quyền, sử dụng làm nhạc phim của bộ điện ảnh hợp tác giữa Việt Nam và Thái Lan tựa đề Mỹ nhân thần sách.
Xuân Phương và Đỗ Thanh Hải tiếp tục hợp tác trong bộ phim truyền hình Của để dành do Đỗ Thanh Hải đạo diễn. Ca khúc "Lời ru cho con" được anh viết nhạc, phổ theo thơ của Vân Thị Kiều Anh cùng giọng hát của Hà Trần cũng tạo được hiệu ứng tốt tới khán giả. Ca khúc sau đó đã lọt vào Top 10 của chương trình Làn Sóng Xanh cùng năm. Đạo diễn Khải Hưng sau đó cũng hợp tác với Xuân Phương suốt 20 năm với 30 bộ phim.
Dù được người hâm mộ nhận xét các ca khúc anh viết có ca từ và giai điệu đẹp, nhưng Xuân Phương luôn có ý định chỉnh sửa hoặc phối khí lại các tác phẩm của mình nhưng anh chưa từng thực hiện được công việc này. Xuân Phương luôn xem việc viết các ca khúc cho phim là niềm đam mê và anh luôn tự chọn lựa ca sĩ phù hợp với ca khúc mình sáng tác.

### Giảng dạy
Từ năm 2000, Xuân Phương chọn công việc giảng dạy như bố, làm giảng viên Trường Đại học Văn hóa Nghệ thuật Quân đội. Năm 2001, đạo diễn Nguyễn Hữu Trọng mời anh viết ca khúc cho bộ phim truyền hình Sóng ngầm, Xuân Phương đã phối khí lại bài "Nếu phải xa nhau", ca khúc mà anh viết năm 1993. "Nếu phải xa nhau" ngay sau đó được ca sĩ Minh Quân mua bản quyền biểu diễn và phát hành album. Minh Quân cùng ca khúc này lọt vào Top 10 của chương trình VTV – Bài hát tôi yêu. Năm 2004, Xuân Phương được kết nạp thành hội viên Hội nhạc sĩ Việt Nam.
Sau đó, anh tiếp tục học thạc sĩ chuyên ngành Nghiên cứu Văn hóa dân gian tại Viện Văn hóa dân gian. Cùng với sáng tạo và nghiên cứu nghệ thuật, Xuân Phương còn giảng dạy và giữ cương vị là Chủ nhiệm Khoa Âm nhạc của Trường Đại học Văn hóa Nghệ thuật Quân đội.
Năm 2019, anh là thành viên giám khảo vòng thi sơ tuyển chương trình Sao Mai 2019 khu vực Hà Nội.

### Cuối đời
Xuân Phương mắc bệnh ung thư nhưng không để cho gia đình và bạn bè biết. Anh qua đời ngày 29 tháng 11 năm 2023.

## Tác phẩm

### Ca khúc nhạc phim
| Năm  | Ca khúc                                         | Bộ phim                | Chú thích     |
| ---- | ----------------------------------------------- | ---------------------- | ------------- |
| 1997 |                                                 | Mảnh đời của Huệ       |               |
| 1997 | "Mong ước kỷ niệm xưa"                          | Xin hãy tin em         | [ 8 ]         |
| 1998 | "Lời ru cho con"                                | Của để dành            | [ 8 ]         |
| 2001 | "Lời chưa nói"                                  | Phía trước là bầu trời | [ 8 ]         |
| 2001 | "Nếu phải xa nhau"                              | Sóng ngầm              | [ 8 ]         |
| 2003 | (nhạc nền)                                      | Nữ phóng viên          | [ 8 ]         |
| 2009 | "Anh"                                           | Nghe trà               | [ 8 ]         |
| 2009 | "Người đàn bà thứ hai"                          | Người đàn bà thứ hai   | [ 8 ]         |
| 2009 | (nhạc nền)                                      | Nhà có nhiều cửa sổ    |               |
| 2011 | - "Hãy mở cửa nhé tình yêu" - "Cảm ơn cuộc đời" | Cầu vồng tình yêu      | [ 17 ] [ 18 ] |
| 2011 | (nhạc nền)                                      | Nước rút               | [ 7 ] [ 19 ]  |
| 2015 | "Những điều không thuộc về ước mơ"              | Mưa bóng mây           |               |
| 2017 | "Đến bên em"                                    | Tuổi thanh xuân        |               |
| 2018 | (nhạc nền)                                      | Ngày ấy mình đã yêu    |               |
| 2020 | (nhạc nền)                                      | Nhà trọ Balanha        |               |
| 2021 | "Nếu một ngày"                                  | Hãy nói lời yêu        | [ 2 ]         |
| 2022 | (nhạc nền)                                      | Thương ngày nắng về    |               |
| 2022 | (nhạc nền)                                      | Gara hạnh phúc         |               |

### Các ca khúc khác
- Áo trắng đến trường
- Nếu em hiểu (nhạc: Xuân Phương, lời: Trần Lập)[20]

### Viết nhạc cho sân khấu
- Nhạc kịch: Đất nước đứng lên”, “Hòn đất”
- Vũ kịch: “Ngọn lửa Hà thành”, “Mệnh trời tình đất”
- Kịch nói: Gặp nhau cuối tuần, Táo quân[21]